# Nuno Caetano Álvares Pereira de Melo
Pour les articles homonymes, voir Pereira.
Nuno Caetano Álvares Pereira de Melo, 6e duc de Cadaval est un homme d’État portugais, né en 1798, mort en 1838. 
Il descendait d’une branche cadette de la maison de Bragance. Membre du conseil de régence appelé à gouverner pour dona Maria, il seconda l’usurpation de dom Miguel, dont il devint le premier ministre (1828) ; mais la victoire de Saldanha et des constitutionnels à la journée d’Almoste l’obligea à se réfugier en France, où il acheva ses jours.

## Source
« Nuno Caetano Álvares Pereira de Melo », dans Pierre Larousse, Grand dictionnaire universel du XIXe siècle, Paris, Administration du grand dictionnaire universel, 15 vol., 1863-1890 [détail des éditions].